# Чънду Оупън
Чънду Оупън (на английски: Chengdu Open) е професионален турнир по тенис за мъже от серия ATP 250, провеждан в Чънду, Китай. Провежда се на открити кортова в Международния тенис център Съчуан в Чънду, Китай.

## История
Турнирът е добавен към ATP World Tour за 2016 г. и заменя Малайзия Оупън, провеждан в Куала Лумпур.

## Шампиони

### Сингъл
| Година | Шампион                                       | Финалист                                      | Резултат                                      |
| ------ | --------------------------------------------- | --------------------------------------------- | --------------------------------------------- |
| 2024   | Джунченг Шанг                                 | Лоренцо Музети                                | 7 – 6(7 – 4), 6 – 1                           |
| 2023   | Александър Зверев                             | Роман Сафиулин                                | 6 – 7(2 – 7), 7 – 6(7 – 5), 6 – 3             |
| 2022   | Турнирът на се провежда (пандемията КОВИД-19) | Турнирът на се провежда (пандемията КОВИД-19) | Турнирът на се провежда (пандемията КОВИД-19) |
| 2021   | Турнирът на се провежда (пандемията КОВИД-19) | Турнирът на се провежда (пандемията КОВИД-19) | Турнирът на се провежда (пандемията КОВИД-19) |
| 2020   | Турнирът на се провежда (пандемията КОВИД-19) | Турнирът на се провежда (пандемията КОВИД-19) | Турнирът на се провежда (пандемията КОВИД-19) |
| 2019   | Пабло Каренио Буста                           | Александър Бублик                             | 6 – 7(5 – 7), 6 – 4, 7 – 6(7 – 3)             |
| 2018   | Бърнард Томич                                 | Фабио Фонини                                  | 6 – 1, 3 – 6, 7 – 6(9 – 7)                    |
| 2017   | Денис Истомин                                 | Маркос Багдатис                               | 3 – 2 отказва се                              |
| 2016   | Карен Хачанов                                 | Алберт Рамос Виньолас                         | 6 – 7(4 – 7), 7 – 6(7 – 3), 6 – 3             |